# 夏井站
夏井站（日语：／ Natsui eki */?）位于日本福岛县田村郡小野町大字夏井字町屋，是东日本旅客铁道（JR東日本）管辖的磐越东线上的鐵路車站。

## 历史
- 1917年10月10日 - 车站投入运营[1]。
- 1987年4月1日 - 国铁分割民营化后成为JR东日本车站。
- 2016年4月1日 - 三春站业务委托化，管理站变更为郡山站[1]。

## 车站结构
侧式站台1台1线的地上车站。原岛式站台1台2线车站，无人化时只保留了站房侧线路。
郡山站管理的无人车站。有站前广场残留。

## 相鄰車站
東日本旅客鐵道
■磐越东線
川前－夏井－小野新町